# Gerbillus floweri
Gerbillus floweri és una espècie de mamífer rosegador de la família dels múrids. La seva distribució habitual es limita al nord-est d'Egipte, però també se n'han trobat exemplars errants a Israel i Palestina. Els seus hàbitats naturals són els deserts rocosos, les planes costaneres sorrenques, les valls amb herba, els palmerars i els camps de conreu. És una espècie en risc mínim, és a dir, no sembla que hi hagi cap amenaça significativa per a la seva supervivència.
L'espècie fou anomenada en honor del militar i zoòleg britànic Stanley Smyth Flower.